# Pyrgus
Pyrgus es un género de lepidópteros ditrisios de la subfamilia Pyrginae dentro de la familia Hesperiidae.

## Especies
Algunas especies del género son:
- Pyrgus aladaghensis (De Prins & Poorten, 1995)
- Pyrgus albescens (Plötz, 1884)
- Pyrgus alpinus (Erschoff, 1874)
- Pyrgus alveus (Hübner, 1803)
- Pyrgus armoricanus (Oberthür, 1910)
- Pyrgus andromedae (Wallengren, 1853)
- Pyrgus barrosi (Ureta, 1956)
- Pyrgus bellieri (Oberthür, 1910)
- Pyrgus bocchoris (Hewitson, 1874)
- Pyrgus bolkariensis (Mabille, 1875)
- Pyrgus bieti (Oberthür, 1886)
- Pyrgus cacaliae (Rambur, 1839)
- Pyrgus carlinae (Rambur, 1836)
- Pyrgus carthami (Hübner, [1813])
- Pyrgus cashmirensis (Erschoff, 1874)
- Pyrgus centaureae (Rambur, 1839)
- Pyrgus cinarae (Rambur, 1839)
- Pyrgus cirsii (Rambur, 1839)
- Pyrgus chapmani (Warren, 1926)
- Pyrgus communis (Grote, 1872)
- Pyrgus darwazicus (Grum-Grshimailo, 1890)
- Pyrgus fides (Hayward, 1940)
- Pyrgus jupei (Alberti, 1967)
- Pyrgus limbata (Erschoff, 1876)
- Pyrgus maculatus (Bremer & Grey, 1853)
- Pyrgus malvae (Linnaeus, 1758)
- Pyrgus malvoides (Elwes & Edwards, 1898)
- Pyrgus melotis (Duponchel, 1834)
- Pyrgus notatus (Blanchard, 1852)
- Pyrgus oberthueri (Leech, 1891)
- Pyrgus oileus (Linnaeus, 1767)
- Pyrgus onopordi (Rambur, 1839)
- Pyrgus orcus (Stoll, 1780)
- Pyrgus philetas (WH Edwards, 1881)
- Pyrgus ruralis (Boisduval, 1852)
- Pyrgus scriptura (Boisduval, 1852)
- Pyrgus serratulae (Rambur, 1839)
- Pyrgus sibirica (Reverdin, 1911)
- Pyrgus sidae (Esper, 1784)
- Pyrgus speyeri (Staudinger, 1887)
- Pyrgus trebevicensis (Warren, 1926)
- Pyrgus veturius(Plötz, 1884)
- Pyrgus warrenensis (Verity, 1928)
- Pyrgus xanthus (Edwards, 1878)